# 妙吞乌
妙吞乌（發音：[mja̰ tʰʊ́ɴ ʔú]，1961年5月5日ー）是缅甸陆军将领和政治家，現任缅甸副总理，曾兩度擔任任国防部长，并自2021年2日起担任國家管理委員會委员。他也是国家防务与安全委员会成员。

## 早年生活和教育
妙吞乌于1961年5月5日出生于缅甸仰光色枝村。 1984 年，他毕业于国防服务学院第25期。

## 军旅生涯
妙吞乌在军队中晋升很快，以其在野战和参谋职位上的业绩而闻名。2010年，他晋升为准将，并担任母校国防服务学院的校长。 2011年至2012年，他担任东部中央军区司令，管辖掸邦中部地区。 2012年，他晋升为少将军衔，担任陆军参谋长、军事安全事务负责人、第六特别作战局局长。 2015年至2017年，他担任第五特别作战局局长。 2016年8月26 日，他晋升为上将，担任陆海空三军总参谋长。他于2021年2月1日被国防军总司令任命为国防部长。2021年2月2 日被国防军总司令任命为国家行政委员会成员。

## 制裁
根据第14014号行政命令，美国财政部自2021年2 月11 日起对妙吞乌实施制裁，以回应缅甸军方推翻缅甸民选文职政府的政变。美国的制裁包括冻结其在美任何资产，并禁止其与美国个人进行交易。
鉴于缅甸人权和人道主义状况的严重性，加拿大政府自2021年2月18 日起根据《特别经济措施法》和《特别经济措施（缅甸）条例》对他实施制裁。加拿大的制裁包括冻结其在加拿大的潜在资产以及禁止与加拿大个人进行交易。
英国财政部和英国外交、联邦和发展部也自2021年2月18 日起对其实施制裁，因为他对缅甸严重侵犯人权的行为负有责任。英国的制裁措施包括冻结其在英国持有的潜在资产，以及禁止前往或过境英国。
此外，欧盟理事会自2021年3月22日起根据理事会条例 (EU) 2021/479 和理事会实施条例 (EU) 2021/480（修订了理事会条例 (EU) No 401/2013），因为其对军事政变以及随后的军事和警察镇压和平示威者负有责任，而对其实施制裁。欧盟的制裁包括冻结在欧盟成员国的资产以及禁止前往或过境成员国。

## 个人生活
妙吞乌的妻子是岱岱昂。